# RisCanvi
RisCanvi és un projecte d'avaluació i gestió del risc en els centres penitenciaris de Catalunya. Utilitza algorismes de predicció de la violència per millorar les avaluacions i pronòstic i optimitzar les necessitats dels interns en termes de reinserció social des de la perspectiva de la prevenció eficaç i efectiva. El projecte es va iniciar a finals de 2007 i ha tingut una gran rellevància en la gestió dels centres penitenciaris catalans. Una versió millorada del projecte, anomenada RisCanvi 2.0, incorporarà noves eines d'avaluació i intervenció per millorar encara més els processos de presa de decisions en matèria de rehabilitació i reinserció social.
Aquest protocol ha estat desenvolupat per experts universitaris en col·laboració amb un equip de treball de professionals experts en l'àmbit penitenciari, un equip informàtic i altres agents implicats en el projecte. La implementació i aplicació del protocol està a càrrec dels equips directius i tècnics dels centres penitenciaris de Catalunya, amb el suport d'un equip de suport, orientació i seguiment.

## Crítiques
Eticas Foundation va elaborar un estudi sobre l'algoritme Riscanvi fent una auditoria inversa per la negativa de la Generalitat de Catalunya d'accedir a les dades oficials i així com l'estructura de l'algoritme. Aquest estudi va determinar que RisCanvi «no és just ni fiable», ja que actua aparentment a l'atzar a l'hora de calcular el risc de reincidència dels presos. Afirmen que s'assignen nivells de risc molt diferents presos de perfils molt similars.